# Comuna Kihnu
Kihnu este o comună (vald) din Comitatul Pärnu, Estonia. Cuprinde 4 localități (sate). Reședința comunei este satul Sääre. Comuna ocupă întreaga suprafață a insulei omonime.